# Tridactyle
Tridactyle – rodzaj roślin z rodziny storczykowatych (Orchidaceae). Są to epifity i litofity występujące w takich krajach i regionach jak: Angola, Burundi, Kamerun, Republika Środkowoafrykańska, Gwinea Równikowa, Kongo, Demokratyczna Republika Konga, Gabon, Ghana, Gwinea Bissau, wyspy Zatoki Gwinejskiej, Wybrzeże Kości Słoniowej, Kenia, Liberia, Malawi, Mozambik, Nigeria, Rwanda, Sierra Leone, Sudan, Eswatini, Tanzania, Togo, Uganda, Zambia, Zimbabwe, Etiopia oraz 4 prowincjach RPA - KwaZulu-Natal, Przylądkowa Zachodnia, Przylądkowa Północna, Przylądkowa Wschodnia.

## Morfologia
PokrójŁodyga długa lub krótka, rozgałęziona lub nierozgałęziona, wyprostowana lub wisząca zależnie od rodzaju, pokryta liśćmi okrywowymi.
LiścieLiście nierówne, zwykle eliptyczne lub podłużne, często skręcone u nasady, ułożone w jednej płaszczyźnie.
KwiatyKwiatostany wyrastające naprzeciw liści, 2-wielokwiatowe. Kwiaty zwykle małe, białe, żółte, płowopomarańczowe lub zielone. Prętosłup krótki i mięsisty. Dwie pyłkowiny. Rostellum długie, smukłe, zwężające się do wierzchołka.

## Systematyka
Rodzaj sklasyfikowany do podplemienia Angraecinae w plemieniu Vandeae, podrodzina epidendronowe (Epidendroideae), rodzina storczykowate (Orchidaceae), rząd szparagowce (Asparagales) w obrębie roślin jednoliściennych.
Wykaz gatunków
- Tridactyle anthomaniaca (Rchb.f.) Summerh.
- Tridactyle armeniaca (Lindl.) Schltr.
- Tridactyle aurantiopunctata P.J.Cribb & Stévart
- Tridactyle bicaudata (Lindl.) Schltr.
- Tridactyle brevicalcarata Summerh.
- Tridactyle brevifolia Mansf.
- Tridactyle crassifolia Summerh.
- Tridactyle cruciformis Summerh.
- Tridactyle eggelingii Summerh.
- Tridactyle exellii P.J.Cribb & Stévart
- Tridactyle filifolia (Schltr.) Schltr.
- Tridactyle fimbriatipetala (De Wild.) Schltr.
- Tridactyle flabellata P.J.Cribb
- Tridactyle fusifera Mansf.
- Tridactyle gentilii (De Wild.) Schltr.
- Tridactyle hurungweensis Fibeck
- Tridactyle inaequilonga (De Wild.) Schltr.
- Tridactyle inflata Summerh.
- Tridactyle lagosensis (Rolfe) Schltr.
- Tridactyle latifolia Summerh.
- Tridactyle laurentii (De Wild.) Schltr.
- Tridactyle lisowskii (Szlach.) Szlach. & Olszewski
- Tridactyle minuta P.J.Cribb
- Tridactyle minutifolia Stévart & D'haijere
- Tridactyle muriculata (Rendle) Schltr.
- Tridactyle nalaensis (De Wild.) Schltr.
- Tridactyle nanne-ritzkae Eb.Fisch., Killmann, J.-P.Lebel & Delep.
- Tridactyle nigrescens Summerh.
- Tridactyle oblongifolia Summerh.
- Tridactyle pentalobata P.J.Cribb & Stévart
- Tridactyle phaeocephala Summerh.
- Tridactyle scottellii (Rendle) Schltr.
- Tridactyle stevartiana Geerinck
- Tridactyle stipulata (De Wild.) Schltr.
- Tridactyle thomensis P.J.Cribb & Stévart
- Tridactyle translucens Summerh.
- Tridactyle tridactylites (Rolfe) Schltr.
- Tridactyle tridentata (Harv.) Schltr.
- Tridactyle trimikeorum Dare
- Tridactyle truncatiloba Summerh.
- Tridactyle unguiculata Mansf.
- Tridactyle vanderlaaniana Geerinck
- Tridactyle verrucosa P.J.Cribb
- Tridactyle virginea P.J.Cribb & la Croix
- Tridactyle virgula (Kraenzl.) Schltr.